# Sunderland Association Football Club
Maillots
Actualités
Le Sunderland Association Football Club est un club de football professionnel basé à Sunderland, dans le Tyne and Wear, en Angleterre. Le club évolue en Premier League, le plus haut niveau du système de ligue de football anglais depuis 2025.
Fondé en 1879, le club possède un palmarès prestigieux en ayant remporté six titres de première division (1892, 1893, 1895, 1902, 1913 et 1936) et terminé à la deuxième place à cinq reprises. Il a également remporté deux fois la FA Cup (en 1937 et 1973) et a été finaliste à deux reprises (en 1913 et 1992). Sunderland a également remporté le FA Charity Shield en 1936 et a été finaliste de la Coupe de la Ligue anglaise en 1985 et 2014.
Surnommé les Black Cats, Sunderland joue ses matchs à domicile au Stadium of Light, qui peut accueillir 49 000 spectateurs, après avoir quitté Roker Park en 1997. Le club entretient une intense rivalité historique avec le club voisin Newcastle United, avec qui il dispute le Tyne–Wear derby depuis 1898. L’équipe évolue avec un maillot à rayures rouges et blanches et un short noir.

## Histoire du club

### Les origines du club

#### 1879: un club est né
En 1879, James Allan, un enseignant, fonde le « Sunderland and District Teachers's AFC ». Un an plus tard, le club accepte d'accueillir des personnes non enseignantes et décide alors de changer de nom pour devenir le Sunderland Association Football Club. Le club adopte un statut professionnel en 1886 et recrute de nombreux joueurs écossais, qui peuvent donc être rémunérés, ce qui n'était pas le cas en Écosse où le professionnalisme était interdit.

#### 1887: Sunderland Albion, le premier rival
Vexés de ce recrutement étranger, James Allan et les joueurs locaux quittent le club en 1887 pour fonder le Sunderland Albion F.C. En 1890, les deux clubs se portent candidats à l’admission en League professionnelle qui ne retiendra finalement que le Sunderland AFC.
En effet, William McGregor, fondateur de la League fut tellement impressionné par l'équipe du SAFC, qui écrasa son club d'Aston Villa 7 à 2, qu'il déclara "qu'un joueur talentueux jouait à chaque position". Le Sunderland Albion périclita, la ville n'étant pas en capacité de supporter économiquement deux clubs.

### Une influence étrangère
Le club anglais possède une forte appartenance à l'Irlande, dont proviennent beaucoup de supporters. A noter que la France est aussi une filière appréciée à Sunderland.

### 2006: Rachat irlandais
En 2006, le club est racheté par le Drumaville Contorsium dirigé par l'ancien footballeur irlandais Niall Quinn qui devient ainsi président du club. Il recrute alors la légende du football irlandais et ancien joueur emblématique de Manchester United, Roy Keane, pour entraîner l'équipe.

#### Nouvelles ambitions
En 2007, Sunderland s'attache les services du gardien international écossais, Craig Gordon,transfert record (9 millions de £) pour un gardien de Premier League, et de l'international irlandais Andy Reid. Puis, à l'intersaison 2008, Sunderland effectue un recrutement important avec les arrivées de Pascal Chimbonda, Teemu Tainio, Steed Malbranque, El-Hadji Diouf, Anton Ferdinand et Djibril Cissé, ce dernier étant prêté par l'Olympique de Marseille.

#### Échec du projet et instabilité
Pour la saison 2008-2009, le club se fixe comme objectif de bâtir une équipe solide, capable de rivaliser avec les meilleures équipes de Premier League comme lors des saisons 2000 et 2001 où Sunderland avait terminé à la septième place. Malheureusement les résultats ne suivent pas et Roy Keane est limogé en décembre 2008.
Steve Bruce devient l'entraîneur à l'été 2009 mais après deux saisons moyennes et un début de saison 2011-2012 très décevant, il est à son tour limogé en novembre 2011.
Il est remplacé le 3 décembre 2011 par Martin O'Neill, sans emploi depuis sa démission surprise du poste d'entraineur d'Aston Villa le 9 août 2010. À la suite de mauvais résultats, il est remercié le 30 mars 2013 et remplacé dès le lendemain par Paolo Di Canio, lui-même limogé le 22 septembre 2013.

#### Un club qui coule, mais un club racheté
Le 29 avril 2017, soit dix ans après sa remontée en Premier League, Sunderland est relégué mathématiquement en Championship à quatre journées de la fin du championnat anglais.
Le 21 avril 2018, le club est de nouveau relégué, cette fois-ci en League One, troisième échelon du football britannique. Le club est alors racheté par Stewart Donald, homme d'affaires et ancien PDG de Bridle Insurance. Lors de cet exercice 2017-2018, Netflix réalise une série documentaire sur le club s'intitulant : Sunderland 'Til I Die. On peut y voir des joueurs interviewés, des membres du staff tout comme les fervents supporters de la ville. La deuxième saison de cette série porte sur l'exercice 2018-2019. Ce dernier demeure encourageant pour le club, mais, malgré une participation à la finale de l'EFL Trophy à Wembley (défaite aux tirs au but contre Portsmouth), le club échoue aux portes de la Championship en s'inclinant 2-1 contre Charlton dans ce même stade en finale des play-offs. Netflix réalisera une troisième saison, trois ans plus tard, en mémoire d'un fervent supporter des Black Cats apparu à de nombreuses reprises dans la série et décédé le 15 mars 2023.

### Depuis 2020: rachat par la french touch
A la fin de l'année 2020, le club est racheté en grande partie par Kyril Louis-Dreyfus, fils de Robert Louis-Dreyfus et Margarita Louis-Dreyfus, anciens présidents de l'Olympique de Marseille.

#### 2021-2022: Retour en deuxième division
À l'issue de la saison 2021-2022, après avoir éliminé Sheffield Wednesday lors des barrages (1-0, 1-1), Sunderland remonte en EFL Championship grâce à sa victoire en finale 2-0 contre Wycombe.

#### 2022-2023: La confirmation
À l'issue de la saison 2022-2023, le club termine à une surprenante sixième place de Championship mais échoue en demi finales de barrage de promotion face à Luton Town.

#### 2024-2025
En 2024, Régis Le Bris, devient le nouvel entraîneur du club en provenance du FC Lorient. Il y ramène notamment en prêt, Enzo Le Fée, ancien jeune maître à jouer du milieu lorientais. Très rapidement, l'entraîneur français parvient à convaincre le public anglais au point d'être nommé pour le trophée de meilleur entraîneur de seconde division anglaise. Le club finit sa saison à la 4e place avec 76 points, accédant ainsi aux barrages qu'il remporte et accėde à la Premier League.

## Palmarès et records
- Championnat d'Angleterre (6) : 
  - Champion : 1892, 1893, 1895, 1902, 1913, 1936
  - Vice-champion : 1894, 1898, 1901, 1923, 1935
  - Troisième : 1900, 1903, 1909, 1911, 1924, 1926, 1927 et 1950

- Championnat d'Angleterre D2 (5) : 
  - Champion : 1976, 1996, 1999, 2005, 2007
  - Vice-champion : 1964, 1980

- Champion d'Angleterre D3 (1) : 
  - Champion : 1988

- Coupe d'Angleterre (2) : 
  - Vainqueur : 1937, 1973
  - Finaliste : 1913, 1992

- League Cup (0) : 
  - Finaliste : 1985, 2014

- EFL Trophy (1) : 
  - Vainqueur : 2021
  - Finaliste : 2019

- Community Shield (1) :
  - Vainqueur : 1936
  - Finaliste : 1937

- Football World Championship (1) :
  - Vainqueur : 1895

## Personnalités du club

### Entraîneurs
Sunderland a connu 39 entraîneurs.
| Rang | Nom                  | Période    | Période    | Bilan | Bilan | Bilan | Bilan | Bilan |
| Rang | Nom                  | De         | À          | M     | V     | N     | D     | %V    |
| ---- | -------------------- | ---------- | ---------- | ----- | ----- | ----- | ----- | ----- |
| 1er  | Tom Watson           | ??.08.1888 | ??.08.1896 | 191   | 119   | 28    | 44    | 62.31 |
| 2e   | Bob Campbell (en)    | ??.08.1896 | ??.04.1899 | 103   | 41    | 22    | 40    | 41.75 |
| 3e   | Alex Mackie (en)     | ??.08.1899 | ??.06.1905 | 214   | 104   | 46    | 64    | 48.60 |
| 4e   | Bob Kyle (en)        | ??.08.1905 | ??.03.1928 | 817   | 371   | 155   | 291   | 45.41 |
| 5e   | Johnny Cochrane (en) | ??.05.1928 | ??.03.1939 | 500   | 212   | 122   | 166   | 42.40 |
| 6e   | Bill Murray (en)     | ??.04.1939 | ??.06.1957 | 512   | 186   | 140   | 186   | 36.33 |
| 7e   | Alan Brown (en)      | ??.06.1957 | ??.05.1964 | 332   | 138   | 88    | 106   | 41.57 |
| 8e   | Ian McColl           | ??.06.1965 | ??.02.1968 | 124   | 39    | 27    | 58    | 31.45 |
| 9e   | Alan Brown           | ??.02.1968 | ??.11.1972 | 219   | 63    | 68    | 88    | 28.77 |
| 10e  | Bob Stokoe (en)      | ??.11.1972 | ??.08.1976 | 197   | 92    | 49    | 256   | 46.70 |
| 11e  | Jimmy Adamson        | ??.12.1976 | ??.08.1978 | 88    | 29    | 28    | 31    | 32.95 |
| 12e  | Ken Knighton (en)    | ??.06.1979 | ??.04.1981 | 94    | 34    | 25    | 35    | 36.17 |
| 13e  | Alan Durban (en)     | ??.06.1981 | ??.03.1984 | 130   | 37    | 40    | 53    | 28.46 |
| 14e  | Len Ashurst (en)     | ??.03.1984 | ??.05.1985 | 66    | 21    | 16    | 29    | 31.81 |
| 15e  | Lawrie McMenemy (en) | ??.06.1985 | ??.04.1987 | 90    | 27    | 24    | 39    | 30.00 |
| 16e  | Denis Smith          | ??.06.1987 | ??.12.1991 | 238   | 91    | 64    | 83    | 38.24 |
| 17e  | Malcolm Crosby (en)  | ??.12.1991 | ??.02.1993 | 60    | 21    | 15    | 24    | 35.00 |
| 18e  | Mick Buxton (en)     | ??.11.1993 | ??.03.1995 | 76    | 25    | 24    | 27    | 32.89 |
| 19e  | Peter Reid           | ??.03.1995 | ??.11.2002 | 353   | 159   | 95    | 99    | 45.04 |
| 20e  | Mick McCarthy        | ??.03.2003 | ??.03.2006 | 147   | 63    | 26    | 58    | 42.86 |
| 21e  | Roy Keane            | ??.08.2006 | ??.12.2008 | 100   | 42    | 17    | 41    | 42.00 |
| 22e  | Ricky Sbragia        | ??.12.2008 | ??.05.2009 | 4     | 2     | 1     | 1     | 50.00 |
| 23e  | Steve Bruce          | ??.06.2009 | ??.11.2011 | 98    | 29    | 28    | 41    | 29.60 |
| 24e  | Martin O'Neill       | ??.12.2011 | 30.03.2013 | 54    | 19    | 16    | 19    | 35.20 |
| 25e  | Paolo Di Canio       | 31.03.2013 | 22.09.2013 | 13    | 3     | 3     | 7     | 23.10 |
| 26e  | Gustavo Poyet        | 09.10.2013 | 16.03.2015 | 75    | 23    | 22    | 30    | 30.70 |
| 27e  | Dick Advocaat        | 17.03.2015 | 04.10.2015 | 19    | 4     | 6     | 9     | 21.10 |
| 28e  | Sam Allardyce        | 09.10.2015 | 22.07.2016 | 31    | 9     | 9     | 13    | 29.00 |
| 29e  | David Moyes          | 23.07.2016 | 22.05.2017 | 43    | 8     | 7     | 28    | 18.60 |
| 30e  | Simon Grayson        | 29.06.2017 | 31.10.2017 | 18    | 3     | 7     | 8     | 16.67 |
| 31e  | Chris Coleman        | 19.11.2017 | 29.04.2018 | 29    | 5     | 8     | 16    | 17.24 |
| 32e  | Jack Ross (en)       | 25.05.2018 | 08.10.2019 | 37    | 20    | 13    | 4     | 54.05 |
| 33e  | Phil Parkinson       | 17.10.2019 | 29.11.2020 | 31    | 11    | 9     | 11    | 35.50 |
| 34e  | Lee Johnson          | 05.12.2020 | 30.01.2022 | 3     | 2     | 0     | 1     | 66.70 |
| 35e  | Alex Neil            | 14.02.2022 | 27.08.2022 | 19    | 11    | 7     | 1     | 57.90 |
| 36e  | Tony Mowbray         | 30.08.2022 | 04.12.2022 | 65    | 26    | 18    | 21    | 40.00 |
| 37e  | Michael Beale        | 18.12.2023 | 19.02.2024 | 12    | 4     | 2     | 6     | 33.33 |
| 38e  | Mike Dodds (en)      | 19.02.2024 | 30.06.2024 | 13    | 2     | 3     | 8     | 0.69  |
| 39e  | Régis Le Bris        | 01.07.2024 | En cours   |       |       |       |       |       |

### Effectif professionnel actuel
Le premier tableau liste l'effectif professionnel de Sunderland AFC pour la saison 2025-2026. Le second recense les prêts effectués par le club lors de cette même saison.
En grisé, les sélections de joueurs internationaux chez les jeunes mais n'ayant jamais été appelés aux échelons supérieurs une fois l'âge-limite dépassé ou les joueurs ayant pris leur retraite internationale.

### Joueurs emblématiques
- Charlie Buchan
- Tony Coton
- Marco Gabbiadini
- Len Shackleton
- Billy Bingham
- Stan Anderson
- Brian Clough
- Mick Harford
- Danny Dichio
- Colin Todd
- Ian Porterfield
- Nicky Summerbee
- David Watson
- Simon Mignolet
- Peter Beagrie
- Bobby Moncur
- Pop Robson
- Nick Pickering
- Barry Venison
- Ally McCoist
- Paul Bracewell
- Mark Proctor
- Eric Gates
- Reuben Agboola
- John Hughes
- Michael Gray
- Dariusz Kubicki
- Lionel Perez
- Niall Quinn
- Kevin Phillips
- Allan Johnston
- Edwin Zoetebier
- Alex Rae
- Chris Makin
- Thomas Sørensen
- Jody Craddock
- Thomas Helmer
- Éric Roy
- Anthony Réveillère
- Gavin McCann
- Stefan Schwarz
- Kevin Kilbane
- George Aitken
- Don Hutchison
- Jürgen Macho
- Stanislav Varga
- Emerson Thome
- Julio Arca
- Jason McAteer
- Claudio Reyna
- Patrick Mboma
- Joachim Björklund
- Patrice Carteron
- George McCartney
- Lilian Laslandes
- Bernt Haas
- David Bellion
- Tore André Flo
- Phil Babb
- Marcus Stewart
- Thomas Myhre
- Mart Poom
- Gary Breen
- Dean Whitehead
- Danny Collins
- Nyron Nosworthy
- Dwight Yorke
- Carlos Edwards
- John O'Hare
- Dan Doyle
- Kieran Richardson
- Craig Gordon
- Kenwyne Jones
- Andy Reid
- Phil Bardsley
- Steed Malbranque
- Anton Ferdinand
- Djibril Cissé
- Michael Bridges
- Lorik Cana
- Paulo da Silva
- Darren Bent
- John Mensah
- Boudewijn Zenden
- Jordan Henderson
- Asamoah Gyan
- John O'Shea
- Wesley Brown
- Wahbi Khazri
- Charlie Thomson
- Younès Kaboul
- Jobe Bellingham

## Stades
Sunderland a connu sept stades au cours de son histoire: Blue House Field, Groves Field, Horatio Street, Abbs Field, Newcastle Road, Roker Park et le Stadium of Light. Il est à noter que le stade de Roker Park a accueilli quatre rencontres de la Coupe du monde 1966, dont le quart de finale entre l'URSS et la Hongrie. En 1997, Sunderland quitta Roker Park devenu trop petit pour s'installer dans le splendide Stadium of Light. En 2000, la capacité d'accueil du stade, alors de 42 000 places, fut portée à 49 000 places.
Le 8 mars 1933, 75 118 spectateurs assistent à la réception de Derby FC à Roker Park, ce qui constitue le record d'affluence du club.